# Лецен (Гольштейн)
Лецен (нем. Leezen) — община в Германии, в земле Шлезвиг-Гольштейн.
Входит в состав района Зегеберг. Подчиняется управлению Лецен. Население составляет 1700 человек (на 31 декабря 2010 года). Занимает площадь 14,98 км².
Коммуна подразделяется на 3 сельских округа.